# Kammförmiger Keulenpilz
Der Kammförmige Keulenpilz (Clavulina coralloides, Syn.: Clavulina cristata, Ramaria cristata) ist eine Pilzart aus der Familie der Stoppelpilzverwandten (Hydnaceae). Er wird häufig auch als Kammförmige Koralle, Kammförmiger Korallenpilz oder Kammkoralle bezeichnet. Die Spitzen der korallenartig verzweigten, weißlichen Fruchtkörper sind kammartig aufgespalten. Die Fruchtkörper erscheinen zwischen August und November im Laub- und Nadelwald. Der Pilz gilt als ungenießbar bis bedingt essbar.

## Merkmale

### Makroskopische Merkmale
Die korallenartig verzweigten 2–6 cm, selten bis 8 cm hohen und etwa ebenso breiten Fruchtkörper sind in der Jugend rein weiß oder cremeweiß und werden später oft leicht gräulich. Es gibt auch Exemplare, die einen fleischfarbenen Schimmer haben. Die oberen Enden der Ästchen sind typischerweise kammartig aufgespalten oder mehrfach in kleine Spitzen und Zähnchen aufgelöst. 
Das weißliche Fleisch ist weich und zerbrechlich. Auch auf Druck hin verfärbt es sich nicht. Es riecht nur schwach und schmeckt mild oder etwas bitter. Das Sporenpulver ist weiß.

### Mikroskopische Merkmale
Die fast kugelig bis elliptischen Sporen sind 7–9 µm lang und 6–8 µm breit und enthalten meist einen großen Öltropfen. Sie sind glatt, durchscheinend (hyalin), dünnwandig und sowohl inamyloid als auch acyanophil, das heißt, sie lassen sich weder mit Jodreagenzien noch mit Baumwollblau anfärben. Die zylindrischen bis schmal keuligen Basidien sind zweisporig. Die Sporen sitzen auf stark einwärts gekrümmten Sterigmen. Schnallen sind vorhanden, wenn auch wenige, während Zystiden fehlen.

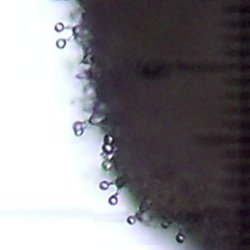
An den Basidien sitzen jeweils zwei Sporen.
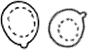
Sporen
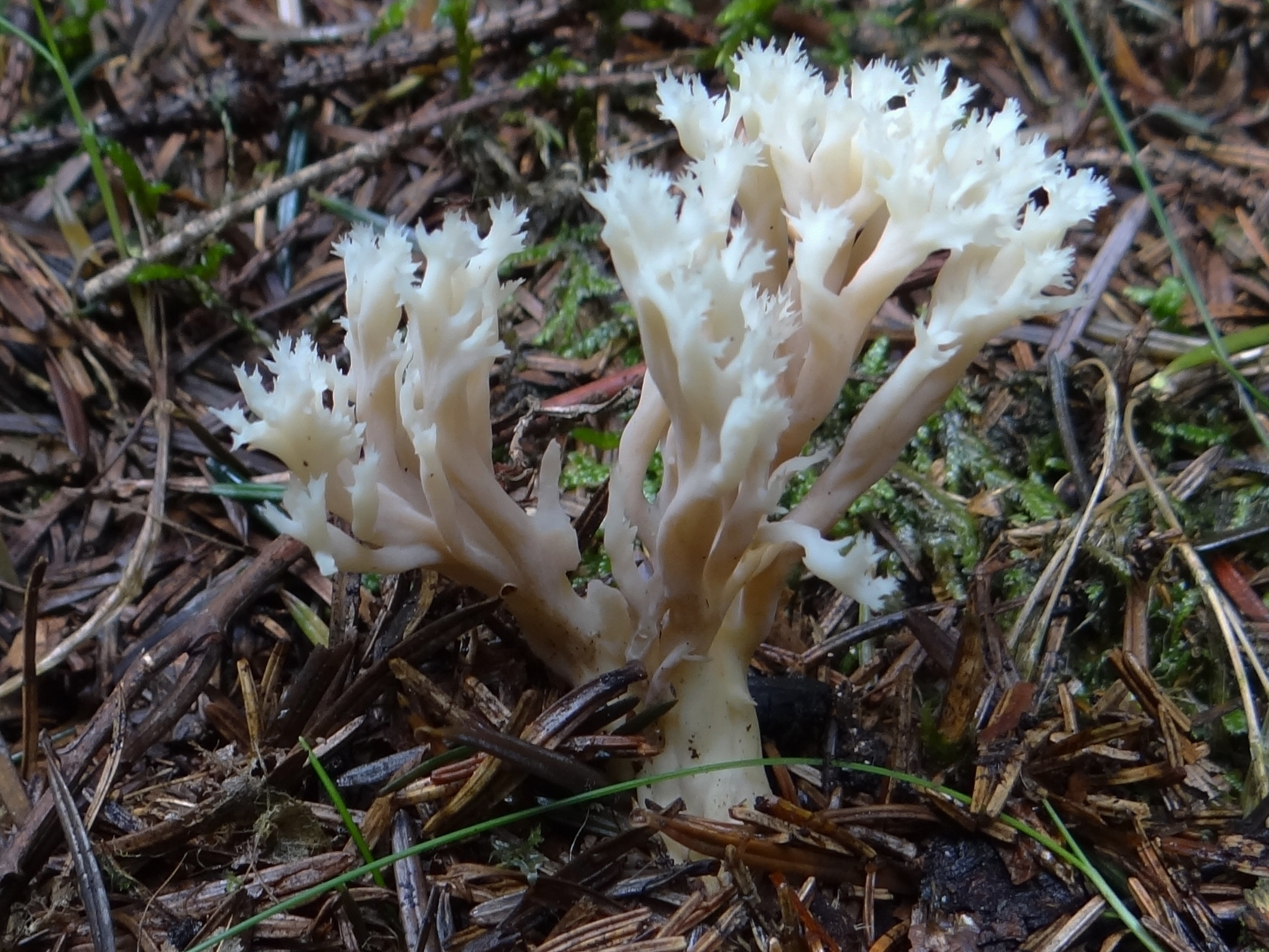
Die Astspitzen sind oft kammartig verzweigt.
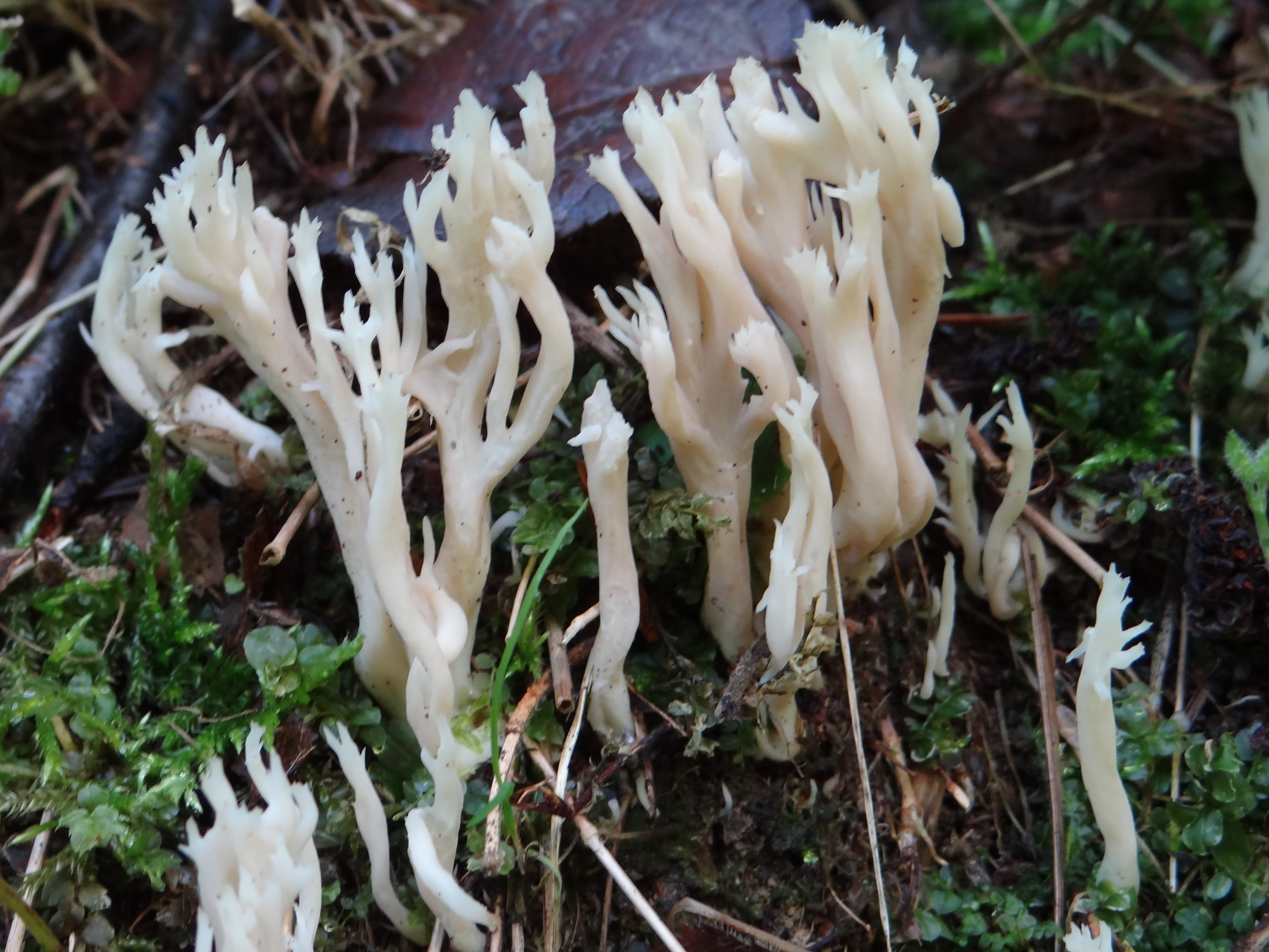
Die Äste verzweigen sich mehrfach.

## Artabgrenzung
Der Graue Keulenpilz (Clavulina cinerea) kann sehr ähnlich aussehen und lässt sich auch mikroskopisch kaum unterscheiden. Deshalb wird die Art auch von einigen Autoren nur als Varietät oder bloße Form angesehen. Viele Fruchtkörper lassen sich zwar vom Erscheinungsbild her gut unterscheiden, es gibt aber immer wieder Zwischenformen, die sich nicht eindeutig einer der beiden Arten zuordnen lassen. Normalerweise sind die Fruchtkörper des Kammförmigen Keulenpilzes zumindest jung weißlich bis fast weiß und später blassgrau, graugelb oder creme- bis fleischfarben gefärbt. Außerdem sind Astspitzen mehr oder weniger breitgedrückt und kammförmig aufgespalten und die Äste glatt. Die Fruchtkörper des Grauen Keulenpilzes wirken kräftiger und haben deutlich grau gefärbte Äste, die zwar aufgeteilt sein können, aber doch weniger kammartig gespreizt sind. 
Der Runzelige Keulenpilz (Clavulina rugosa) erinnert eher an einen Keulenpilz, da er aus einzeln stehenden und nur im oberen Teil angedeutet-verzweigten Fruchtkörpern besteht. Wie es der Name schon verrät, sind die Fruchtkörper deutlich gerunzelt.

## Ökologie
Der Kammförmige Korallenpilz bildet Ektomykorrhiza mit Laub- und Nadelbäumen, Man findet ihn vorwiegend bei Fichten gefolgt von Rotbuchen. Seltener findet man ihn bei Tannen, Eichen, Hainbuchen oder Kiefern. Der Pilz wächst meist auf dem Boden oder in der Laub- oder Nadelstreu von Rotbuchen- und Rotbuchen-Tannenwäldern. Manchmal findet man ihn auch auf Stümpfen oder stark vermoderten Ästen. Auch in Hainbuchen-Eichen- und nicht zu bodensauren Tannen-Fichtenwäldern sowie in Fichtenforsten kann er wachsen. Mitunter findet man ihn auch an Waldwegen oder Waldrändern. Der Pilz mag frische, mäßig nährstoffgesättigte Böden und ist auf lehmig-kalkhaltigen ebenso wie auf sauren Böden verbreitet.
Die Fruchtkörper erscheinen ab August bis Anfang November, nach ausgiebigen Frühsommerregen kann man sie bereits ab Juli finden. Das Maximum liegt im September und Oktober.
Ältere Exemplare werden gelegentlich vom Schlauchpilz Helminthosphaeria clavariarum beziehungsweise seiner imperfekten Form Spadicioides clavariarum befallen. Die Fruchtkörper des Keulenpilzes verfärben sich dabei grau bis schwarz. Unter der Lupe kann man winzige schwarze Punkte erkennen, es handelt sich dabei um die Peritheciden des Pyrenomyceten.

## Verbreitung
Der Kammförmige Keulenpilz ist nahezu weltweit verbreitet. Er wurde in Australien und Neuseeland, Nord- und Mittelamerika (Costa Rica, Mexiko, USA, nordostwärts bis zur Südspitze Grönlands), in Südamerika (Chile), Asien (Iran, Pakistan, Indien, Kleinasien, Zentralasien, Japan, Korea, China) und in Nordafrika (Marokko) und auf den Kanarischen Inseln nachgewiesen. In Europa ist er meridional bis boreal verbreitet. Er wurde im Süden von Portugal und Spanien im Südwesten bis nach Griechenland im Südosten nachgewiesen. Er kommt in Frankreich, den Beneluxstaaten und Großbritannien und Irland vor und ist ebenso in ganz Mitteleuropa verbreitet. In Nordeuropa kommt der Pilz in Estland, ganz Fennoskandinavien und auf Island und den Färöer-Inseln vor. Über die Verbreitung in Osteuropa liegen nur unzureichende Daten vor, der Pilz wurde in Belarus und der Ukraine nachgewiesen, dürfte aber auch in Russland vorkommen.
In Deutschland und Österreich ist der Pilz weit verbreitet und fast überall ziemlich häufig bis häufig.

## Systematik
Der Kammförmige Keulenpilz wurde 1753 von Carl von Linné in dessen Werk Species Plantarum erstmals gültig als Clavaria coralloides beschrieben. 1889 stellte Carl Joseph Schröter das Taxon in die Gattung Clavulina, sodass es seinen heute gültigen Namen bekam. In vielen mykologischen Werken wird auch heute noch der Name Clavulina cristata verwendet. Der Name geht zurück auf den dänischen Mykologen Theodor Holmskjold, der den Pilz 1790 als Ramaria cristata beschrieb, bevor das Taxon 1889 ebenfalls durch Schröter in die Gattung Clavulina gestellt wurde, da er Clavaria coralloides und Ramaria cristata noch als zwei unterschiedliche Arten ansah. Heute halten die meisten Mykologen die beiden Taxa für synonym, sodass nach den Regeln des Internationalen Code der Botanischen Nomenklatur der ältere Name also Clavulina coralloides Vorrang hat.

### Unterarten und Varietäten
Die Kammförmige Keulenpilz tritt in mehreren Form- und Farbvarianten auf, daher teilte ihn der Clavariaceen-Forscher E.J.H. Corner in mehrere Unterarten und Varietäten auf. Die wichtigsten Varietäten sind die var. incarnata mit fleischfarbenen Fruchtkörpern, die var. subcinerea mit jung blass grauen, später aber schwärzlich grauen Stämmchen und Ästen und die var. bicolor mit zweifarbigen Fruchtkörpern, wobei die Ästchen weiß und die Stämmchen gelblich gefärbt sind. Außerdem gibt es eine var. subrugosa mit kurzen, stumpfen, einfachen oder nur einmal geteilten Ästchen.

## Bedeutung
Der Pilz wird von vielen Autoren zwar als essbar bezeichnet, das zähe, fade und bisweilen auch leicht bitter schmeckende Fleisch macht den Pilz aber zu einem minderwertigen Speisepilz, sodass nicht wenige Autoren ihn für ungenießbar halten.